# Manoir de la Planche
Le manoir de la Planche est un édifice situé à Notre-Dame-d'Estrées-Corbon, en France.

## Localisation
Le monument est situé dans le département français du Calvados, dans la commune de Notre-Dame-d'Estrées-Corbon, au sud du territoire de la commune déléguée de Notre-Dame-d'Estrées. Il est à 600 m au sud-ouest du château de Crèvecœur-en-Auge.

## Architecture
Les façades et les toitures du manoir sont inscrites au titre des Monuments historiques depuis le  28 décembre 1928, les façades et les toitures des quatre bâtiments annexes depuis le 28 septembre 1970.